# Бариерата (филм)
„Бариерата“ е български игрален филм (драма, романтичен) от 1979 година на режисьора Христо Христов, по сценарий на Павел Вежинов. Оператор е Атанас Тасев, а сценограф - Стефан Савов. Създаден е по повестта „Бариерата“ на Павел Вежинов. Музиката във филма е композирана от Кирил Цибулка.

## Сюжет
Композиторът Антони Манев (Инокентий Смоктуновски) – разведен и крайно отегчен, води отчужден и изолиран живот, докато не се появява младата Доротея (Ваня Цветкова). Тя бързо го въвлича в своя необикновен свят на безгранични човешки възможности, свят, в който дори да полетиш е възможно.
Твърде бързо след като я подслонява за една вечер в дома си, Манев я издирва и се среща с д-р Юрукова, която е отговорна за Доротея в психиатрията. Несъмнено обремененото ѝ минало, свързано със семейството ѝ, както и нейните налудничави разбирания, го стъписват, но той все пак ѝ намира нова работа и я приема в дома си. Доротея се оказва едно талантливо, интригуващо момиче, което постоянно го изненадва, например с това да чува нотите в главата си, да мисли, че хората произлизат от птиците и да иска да полети като тях. Една вечер тя решава, че Антони е готов заедно да се отправят към звездите. Въпросът дали са летели наистина или просто са си го внушили остава отворен. В резултат на това обаче Манев се плаши и бяга извън София. Връща се след два дни, но нея я няма. На другата сутрин Доротея е намерена мъртва, паднала далеч от всякакви сгради, може би след последния си полет отвъд невъзможното…
„Бариерата“ разказва една история за лудостта, внушена като различие, като една от малкото пукнатини в обществената матрица от еднообразни, неразличими елементи. Полетът на Доротея е полет отвъд примирението с условните човешки разбирания, полет над ограниченията и нормите. Обикновеното е тягостно за душата, тя се намира в един затвор на съзнанието, който не ѝ позволява да открие това, което се крие отвъд стените му. Срещайки Доротея, Манев частично проглежда за различното. Той първо го осмисля като нещо неправилно, но и ирационално, необяснимо. Впоследствие разбира, че именно тази позицията е по-скоро израз на невежество, на страх от това, което не разбираш. Защо умира Доротея? Може би защото осъзнава, че Антони не може да премине бариерата на здравия разум и посредствеността и да повярва в изключителното.

## Съпоставка между повестта и филма
В основни линии филмът и книгата се припокриват. Някои моменти от повестта във филма са преместени, например развеждането на Манев из психиатрията се случва по-рано във филма. Това, което липсва в книгата е по-скоро от детайлен характер: колието на Доротея; рисунките ѝ в кабинета на д-р Юрукова; сабята, която тя разглежда в дома на Манев и по-късно е намерена до трупа ѝ. Във филма виждаме и сина на Манев, който така и не се появява в книгата.
И в двете основната гледна точка е тази на Антони, чуваме единствено неговия вътрешен глас и нямаме представа за преживяванията на Доротея, мислите ѝ, отношението ѝ към самия Манев. Героинята е видяна само през неговите очи. В повестта разказването е от нейно име когато разказва спомените си от детството. Тези ретроспекции са показани и във филма доста умело. Те съдържат обяснението за значимото, случващо се в битието на Доротея. Ретроспективното е изградено по схемата – проследените припомнени събития се „вместват“ във времеви отрязък, „заключен“ между началото и края – между срещата и раздялата на героя-наратор с героя-феномен. Ваня Цветкова съвсем реалистично пресъздава изключителността на Доротея.
И в двете въпросът за истинността на летенето е решен по един и същи начин с отворения финал. Отказът да се потърси категорично обяснение на случилото се чрез дистанциране от научните обяснения – „съмнителни научни истини“ и по този начин утвърждаване на невидимото. Мълчаливата раздяла с живота е следствие от непълноценното общуване със социалната среда, от отсъствието ѝ в измеренията на всекидневното и съответно от приобщеността ѝ към друго измерение – това на необозримото въображение, на небесната необятност, на спомените. Доротея съзира сянката на бариерата, която я разделя от Антони. Тя долавя неговото отчуждение след съвместния полет, чувства своята самотност и напуска света на живите, без да се сбогува с никого.

## Състав

### Актьорски състав
| Роля                     | Изпълнител                                           |
| ------------------------ | ---------------------------------------------------- |
| Антони Манев             | Инокентий Смоктуновски Български дублаж: Коста Цонев |
| Доротея                  | Ваня Цветкова                                        |
| генералът следовател     | Иван Кондов                                          |
| д-р Юрукова              | Мария Димчева                                        |
| бившата съпруга на Манев | Евгения Баракова                                     |
| майката на Доротея       | Румяна Първанова                                     |
|                          | Панайот Янев                                         |
| чичото на Доротея        | Димитър Георгиев                                     |
|                          | Костанца Кирова                                      |
| домоуправителят          | Георги Стоянов                                       |
| бащата на Доротея        | Любомир Бъчваров                                     |
|                          | Дора Стаева                                          |

### Творчески и технически екип
| Сценарий                          | Павел Вежинов                                                                                            |
| Режисьор                          | Христо Христов                                                                                           |
| Оператор                          | Атанас Тасев                                                                                             |
| Редактор                          | Александър Карасимеонов                                                                                  |
| Монтаж                            | Елена Димитрова                                                                                          |
| Музика                            | Кирил Цибулка                                                                                            |
| Звук                              | Людмила Махалнишка                                                                                       |
| Художник                          | Стефан Савов                                                                                             |
| Грим                              | Мария Търкаланова                                                                                        |
| Костюми                           | Весела Кирчева                                                                                           |
| Дублаж                            | Мариус Фридманов                                                                                         |
| Комбинирани снимки                | Иван Манев                                                                                               |
| Втори оператор                    | Иван Иванов                                                                                              |
| Асистент-режисьори                | Богдан Будинов Соня Василева Снежана Тасева                                                              |
| Асистент-оператори                | Иво Фурнаджиев Жоро Недялков Владимир Бонев                                                              |
| Организатори                      | Борислав Симов Стефан Киров                                                                              |
| Техници по записа                 | Георги Владишки Илко Илиев                                                                               |
| Осветление                        | Антим Борисов Едуард Тошев Веселин Андонов                                                               |
| Асистенти                         | Добринка Минова Росица Пеева Елеонора Езра                                                               |
| Фотограф                          | Станка Цонкова                                                                                           |
| Гардероб                          | Милка Сиракова                                                                                           |
| Реквизит                          | Никола Таков                                                                                             |
| Кран                              | Цветан Марков                                                                                            |
| Директор                          | Кирил Киров                                                                                              |
| Във филма е използвана музика от: | Мотиви от Албинони                                                                                       |
| Distributed by                    | БЪЛГАРСКА КИНЕМАТОГРАФИЯ Студия за игрални филми „БОЯНА“ Творчески колектив „МЛАДОСТ“ /Copyright © 1979/ |

## Награди
- „Сребърен медал“ от Международния филмов фествал в Москва през 1979.
- СБФД’79 – награда за операторска работа; за женска роля на Ваня Цветкова; награда за музика.
- ФБИФ Варна’80 – голямата награда „Златна роза“; награда за женска роля на Ваня Цветкова.